# Liste du patrimoine mondial en Libye
Cet article recense les sites inscrits au patrimoine mondial en Libye.

## Statistiques
La Libye ratifie la Convention pour la protection du patrimoine mondial, culturel et naturel le 13 octobre 1978. Les premiers sites protégés sont inscrits en 1982.
En 2013, la Libye compte 5 sites inscrits au patrimoine mondial, culturels. 

## Listes
Les sites suivants sont inscrits au patrimoine mondial.
| Site                               | Chabiyah               | Type                        | Date | Superficie (ha) | Lien | Notes                       | Coordonnées                       | Illus. |
| ---------------------------------- | ---------------------- | --------------------------- | ---- | --------------- | ---- | --------------------------- | --------------------------------- | ------ |
| Ancienne ville de Ghadamès         | Nalout                 | Culturel, (v)               | 1986 |                 | 362  | En péril entre 2016 et 2025 | 30° 07′ 59″ nord, 9° 30′ 00″ est  |        |
| Site archéologique de Cyrène       | Jabal al Akhdar        | Culturel, (ii), (iii), (vi) | 1982 |                 | 190  | En péril depuis 2016        | 32° 49′ 30″ nord, 21° 51′ 29″ est |        |
| Site archéologique de Leptis Magna | Al Mourqoub            | Culturel, (i), (ii), (iii)  | 1982 |                 | 183  | En péril depuis 2016        | 32° 38′ 17″ nord, 14° 17′ 35″ est |        |
| Site archéologique de Sabratha     | Az Zaouiyah (district) | Culturel, (iii)             | 1982 |                 | 184  | En péril depuis 2016        | 32° 48′ 18″ nord, 12° 29′ 06″ est |        |
| Sites rupestres du Tadrart Acacus  | Ghat                   | Culturel, (iii)             | 1985 |                 | 287  | En péril depuis 2016        | 24° 49′ 59″ nord, 10° 19′ 59″ est |        |